# Christine Holstein
Christine Holstein, Geburtsname Margarete Jähne (* 29. Juni 1883 in Schönbach (Sachsen); † 16. Juni 1939 in Weimar) war eine deutsche Schriftstellerin, die insbesondere während der Zeit der Weimarer Republik und des Nationalsozialismus tätig war.

## Leben
Jähne gab ihr literarisches Debüt unter dem Pseudonym Christiane Holstein 1920 mit dem Buch Von der Pflugschar in den Hörsal.
In der Folgezeit erschienen während der Weimarer Republik zahlreiche weitere Bücher wie Heckenrose (1920), Die Noten des Herrn Kantor und andere Kindergeschichten (1922), Frau Irmela und ihre Kinder (1922), Wie Fritz auf die Fürstenschule kam (1923), Die Kinder Eisentraut (1924), Der kleine Robert (1925), Baumeister Gottes (1926), Das Herz des jungen Johann Sebastian (1928), Irrglanz aus Amerika (1928), Deutsche Frau in Südwest (1932)
Ein Großteil ihrer Werke erschien während der Zeit des Nationalsozialismus und beinhaltete dabei auch die Ideologie der NSDAP und ihrer Massenorganisationen wie Hitler-Jugend, Bund Deutscher Mädel und Reichsarbeitsdienst. In dieser Zeit erschienen bis zu ihrem Tode die Bücher Kleine Hitlermädel (1934), Die drei Tirallakinder (1934), Ina Thorstens Wandlung (1935), Dora im Arbeitsdienst (1935), Die Passion des Johann Sebastian Bach (1935), Annemarie und Peter (1936), Geheimnis um Erlenbruch (1936), Kordulas erste Reise (1937), Das Haus im Urwald (1937) sowie Verpflanzte Menschen (1939).